# Margarita Drobiazko

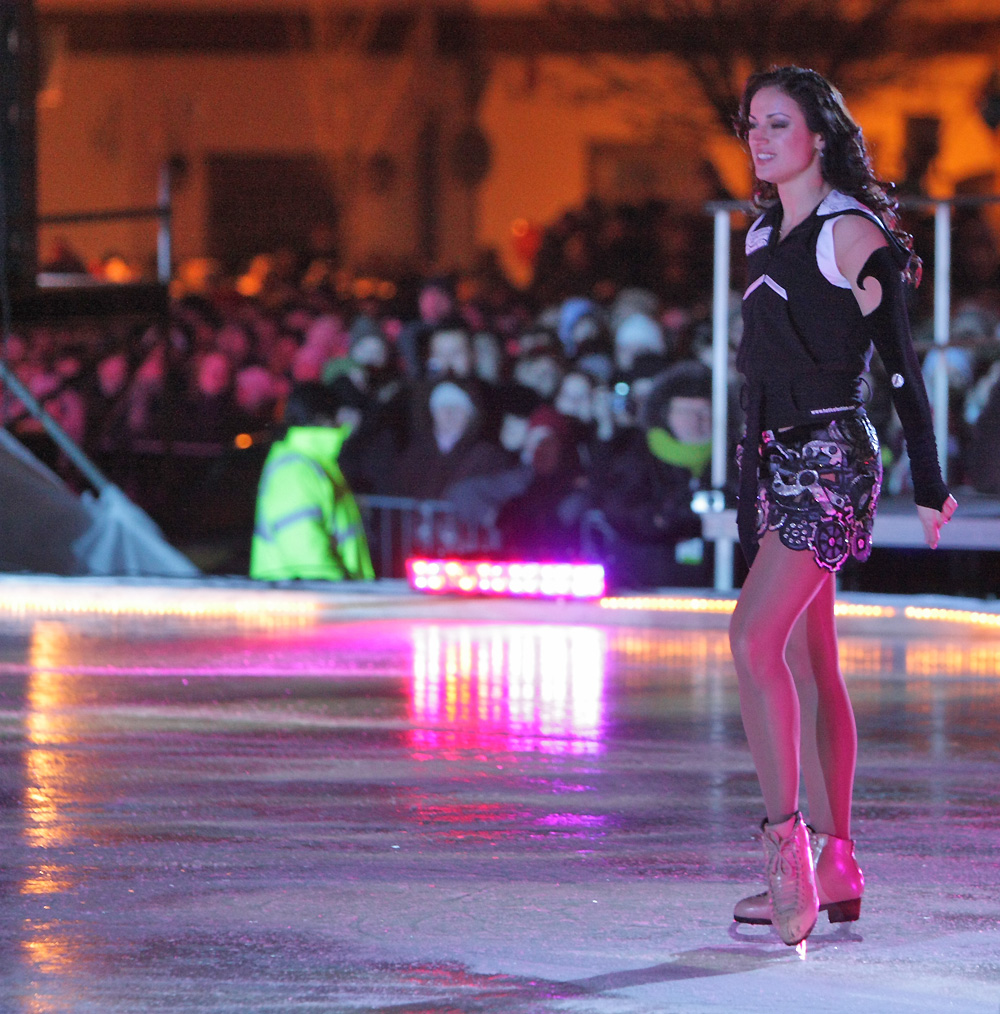
Margarita Drobiazko

Margarita Aleksandrovna Drobiazko (Russisch: Маргарита Александровна Дробязко) (Moskou, 21 december 1971) is een in Rusland geboren kunstschaatsster, die dertig jaar lang Litouws staatsburger was.
Drobiazko is actief in het ijsdansen en haar vaste sportpartner is Povilas Vanagas en zij worden gecoacht door Elena Maslennikova. Voorheen reed ze onder andere met Oleg Granionov.
Drobiazko en Vanagas waren de eerste Litouwse kunstschaatsers die een medaille wisten te winnen op een internationaal toernooi. Zowel op de EK als op de WK van 2000 pakten ze de bronzen medaille. Ze schaatsen samen sinds 1992 en besloten in 2002 te stoppen met internationale wedstrijden. Daarna gaven ze demonstraties op verschillende locaties en tijdens allerlei shows. In 2005 keerden ze echter terug in het internationale circuit. Samen deden ze mee aan de Olympische Winterspelen van 1992, 1994, 1998, 2002 en 2006. Sinds juni 2000 zijn zij met elkaar getrouwd.
In 1993 kreeg Drobiazko het Litouwse staatsburgerschap, maar op 15 september 2023 werd haar dat weer afgenomen, omdat ze had deelgenomen aan evenementen georganiseerd door Tatjana Navka, de echtgenote van Poetins woordvoerder Dmitri Peskov. Dit werd in Litouwen gezien als steun voor de Russische inval in Oekraïne.
| records                | punten | datum | toernooi |
| ---------------------- | ------ | ----- | -------- |
| Hoogste totaalscore    | 196.18 | 2006  | EK 2006  |
| Hoogste verplichte kür | 38.34  | 2006  | EK 2006  |
| Hoogste originele kür  | 59.60  | 2006  | WK 2006  |
| Hoogste vrije kür      | 100.89 | 2006  | EK 2006  |

## Belangrijke resultaten
| Kampioenschap          | 1992 | 1993 | 1994 | 1995 | 1996 | 1997 | 1998 | 1999 | 2000  | 2001 | 2002 | 2003 | 2004 | 2005 | 2006  |
| ---------------------- | ---- | ---- | ---- | ---- | ---- | ---- | ---- | ---- | ----- | ---- | ---- | ---- | ---- | ---- | ----- |
| Olympische Spelen      | 16e  |      | 12e  |      |      |      | 8e   |      |       |      | 5e   |      |      |      | 7e    |
| Wereldkampioenschap    | 17e  | 13e  | 9e   | 12e  | 8e   | 10e  | 8e   | 6e   | Brons | 5e   | 4e   |      |      |      | 4e    |
| Europees kampioenschap | 15e  | 11e  | 11e  | 11e  | 6e   | 8e   | 6e   | 5e   | Brons | 5e   | 4e   |      |      |      | Brons |

- Virtual International Authority File: 7727154260359824480008